# Динамо (стадион, Барнаул)
«Дина́мо» — центральный стадион Барнаула. Расположен между улицей Никитина, проспектами Ленина и Комсомольским в Центральном районе города. Самый крупный стадион в Алтайском крае и Барнауле вместимостью до 16 тыс. человек.
Стадион существует с 1927 года на месте спортплощадки для работников торговли, построенной в 1923 году. В том же году при «Динамо» сооружён стрелковый тир, а в 1932 году — спортзал. В 1940—1941 годах стадион был реконструирован: построены трибуны для зрителей, новое футбольное поле, гаревая дорожка.
В 1960-х годах осуществлена ещё одна реконструкция: создано футбольное поле с дренажным покрытием, раздевалки, душевые, судейские комнаты, тренировочное поле, теннисный корт, установлено искусственное освещение.
Сегодня стадион является местом проведения календарных встреч футбольного клуба «Динамо Барнаул» в чемпионате России по футболу, кубковых и товарищеских матчей; легкоатлетических соревнований, спортивных праздников и концертов. В зимнее время на беговых дорожках стадиона заливается каток.